# 가마시
가마시(일본어: 嘉麻市)는 일본 후쿠오카현 지쿠호 지방 남부에 있는 시이다.
2006년 3월 27일에 야마다시(山田市)와 가호군의 이나쓰키정(稲築町), 우스이정(碓井町), 가호정(嘉穂町)이 통합해서 발족했다. 가호군(嘉穂郡)은 1896년 가마군과 호나미군(穂波郡)이 통합한 지역으로, 가마시의 이름은 1896년까지 군의 이름이었던 가마군(嘉麻郡)에서 따왔다.
1950년대에 야마다시는 석탄 산업의 번성으로 인구가 4만 명을 넘었으나, 이후 석탄 산업의 쇠퇴로 인해 인구가 계속 줄어서 2005년에는 약 1만 1천여 명으로 일본 전국에서 홋카이도 우타시나이시(당시 5,300명) 다음으로 인구가 적은 시였다.

## 지리
후쿠오카현의 거의 중앙부, 이즈카시의 남쪽, 아사쿠라시의 북쪽, 다가와시·다가와군의 서쪽에 위치한다. 내륙성 기후이기 때문에 연교차가 심한 지역으로 눈이 내리면 쌓이기도 한다. 일찍이 지쿠호 유수의 탄광 도시로 번창했지만 현재는 모두 폐광해 인구 감소와 급격한 과소화가 진행되고 있다. 시 중앙부에 온가강이 흐르고, 시 남부에는 해발 1,000m 이상의 쓰쿠시 산지가 늘어서 있다.

### 인접한 자치체
- 이즈카시
- 다가와시
- 아사쿠라시
- 가호군 게이센정
- 다가와군 가와사키정, 소에다정
- 아사쿠라군 지쿠젠정, 도호촌

## 역사
센고쿠 시대 후기까지 현재의 가마시에 해당하는 지역은 아키즈키씨가 지배하고 있었다. 도요토미 히데요시의 규슈 정벌로 아키즈키씨는 휴가국으로 이봉되었고 이곳은 후쿠오카번 구로다씨의 영지가 되었다. 구로다 나가마사의 유언에 따라 3남 구로다 나가오키가 5만 석을 받아 아키즈키번이 성립하였다. 이후 아키즈키번은 메이지 시대까지 후쿠오카번의 지번으로서 아키즈키를 성시로 하는 구로다씨가 지배했다.
메이지 유신 이후 석탄 산업 및 그 관련 산업으로 크게 번영하였다. 특히 쇼와 시대에 들어서 태평양 전쟁이 시작되면서 석탄 수요가 많아져 지쿠호 지역은 사람들로 활기찼다. 그러나 한국 전쟁 이후 일본이 고도 경제성장을 하면서 위험한 채탄업은 점차 경쟁력을 잃었고 에너지 혁명이 일어나면서 석탄 수요가 급격하게 감소했다. 그 때문에 1955년을 기점으로 광부 수, 인구는 함께 급격하게 감소했다.
- 1889년 4월 1일 - 정촌제 시행으로 구마다촌, 이나쓰키촌, 오구마촌, 센즈촌, 미야노촌, 아시지로촌, 우스이촌이 성립하였다.
- 1892년 1월 18일 - 오구마촌이 정으로 승격해 오구다정이 되었다.
- 1924년 9월 1일 - 구마다촌이 정으로 승격해 구마다정이 되었다.
- 1925년 5월 10일 - 구마다정이 개칭해 야마다정이 되었다.
- 1941년 4월 17일 - 이나쓰키촌, 우스이촌이 정으로 승격해 이나쓰키정, 우스이정이 되었다.
- 1954년 4월 1일 - 야마다정이 시로 승격해 야마다시가 되었다.
- 1955년 1월 1일 - 오구마정, 센즈촌, 미야노촌, 아시지로촌 등 4개 정·촌이 합병해 가호정이 되었다.
- 2006년 3월 27일 - 야마다시와 가호정, 우스이정, 이나쓰키정이 대등 합병해 가마시가 되었다.

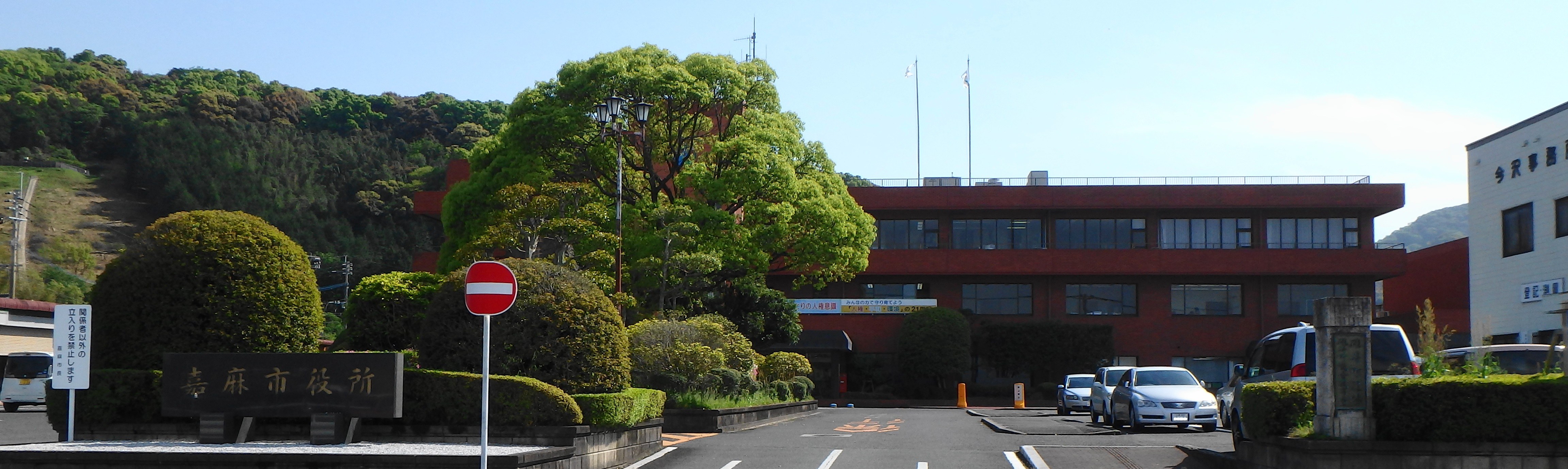
가마시청

## 교통

### 철도
- 규슈 여객철도 고토지선

### 도로
- 국도 211호선
- 국도 322호선